# Джейк Вірі
Джейк Вірі (англ. Jake Weary; нар. 14 лютого 1990, Трентон, Нью-Джерсі, США) — американський актор, музикант, відомий роллю Кевіна в фільмах і серіалах про пригоди Фреда Фігглхорна «Фред».

## Біографія
Джейк Вірі народився в  Трентоні, Нью-Джерсі, США. Йога мати популярна акторка мильних опер та володарка кількох премій «Еммі» Кім Ціммер. Батько Джейка — актор, режисер і продюсер Ей. Сі. Вірі. В нього є старші сестра Рейчел (1982 р.н.) та брат Макс (1987 р.н.).

## Кар'єра
Вірі розпочинає кар'єру з епізодичних появ у серіалах. У 2008 актор виконав роль в американському комедійному детективі «Убивство шкільного президента». Згодом Джейка затверджують на ключову роль у фільмі «Фред», а також його продовженнях та  багатосерійну адаптацію.
У 2014 актор з'явився в трьох епізодах телесеріалу «Пожежники Чикаго», а також у фільмах жахів «Воно» та «Бобри-зомбі». У серпні 2015 було оголошено, що Джейк Вірі приєднався до акторського складу драматичного серіалу «За законами вовків». У ньому Джейк виконує роль молодшого сина кримінальної родини Коді, яку очолює Смерф (Еллен Баркін).

## Фільмографія
| Рік       |    | Українська назва                    | Оригінальна назва                        | Роль              |
| --------- | -- | ----------------------------------- | ---------------------------------------- | ----------------- |
| 2004      | с  | Закон і порядок: Спеціальний корпус | Law & Order: Special Victims Unit        | Шейн Медден       |
| 2004      | с  | Увага, увага!                       | Listen Up!                               | дитина            |
| 2005      | с  | Як обертається світ                 | As the World Turns                       | Люк Сіндер        |
| 2005      | тф |                                     | Testing Bob                              | Гарріс            |
| 2005      | с  | Закон і порядок: Кримінальні наміри | Law & Order: Criminal Intent             | Тім Стентон       |
| 2008      | ф  | Убивство шкільного президента       | Assassination of a High School President | черговий по школі |
| 2009      | с  | Три ріки                            | Three Rivers                             | Руссо             |
| 2010      | тф | Фред: Фільм                         | Fred: The Movie                          | Кевін             |
| 2010      | ф  | Висота                              | Altitude                                 | Сел               |
| 2011      | тф | Фред 2: Ніч живих                   | Fred 2: Night of the Living Fred         | Кевін             |
| 2012      | с  | Шоу Фреда                           | Fred: The Show                           | Кевін             |
| 2012      | ф  | Фред у таборі                       | Camp Fred                                | Кевін             |
| 2013      | ф  |                                     | Escape from Polygamy                     | Міхей             |
| 2014      | с  | Пожежники Чикаго                    | Chicago Fire                             | Вінс Кілер        |
| 2014      | ф  | Воно                                | It Follows                               | Х'ю / Джефф       |
| 2014      | ф  | Бобри-зомбі                         | Zombeavers                               | Томмі             |
| 2014      | с  | Сталкер                             | Stalker                                  | Боббі Х'юджес     |
| 2014—2015 | с  | Милі ошуканки                       | Pretty Little Liars                      | Сайрус Петрілло   |
| 2015      | с  | Троє                                | Threesome                                | Олден             |
| 2015      | тф | Рокове всиновлення                  | A Deadly Adoption                        | Двейн Тісдейл     |
| 2016      | с  | За законами вовків                  | Animal Kingdom                           | Дерен Коді        |
| 2016      | ф  | Послання від Кінга                  | Message from the King                    | Білл              |
| 2017      | ф  |                                     | Tomato Red                               | Семмі             |
| 2021      | ф  | Торт зі смаком помсти               | The Birthday Cake                        | агент Пете        |
| 2024      | ф  | Шлях відплати                       | Trigger Warning                          | Елвіс Свонн       |